# Höddelsen
Höddelsen ist ein Ortsteil des Fleckens Diesdorf im Altmarkkreis Salzwedel in Sachsen-Anhalt.

## Geographie
Das Haufendorf Höddelsen liegt im Nordwesten der Altmark etwa fünf Kilometer nordwestlich von Diesdorf an der Salzwedeler Dumme, einem linken Nebenfluss der Jeetze, der unweit des Dorfes seine Quelle hat. Im Norden des Dorfes liegt der 155 Meter hohe Präzeptorberg. Die Landesgrenze zu Niedersachsen verläuft westlich. Das Landschaftsschutzgebiet Salzwedel-Diesdorf liegt östlich.
Die Wassermühle Höddelsen liegt nordöstlich des Dorfes an der Salzwedeler Dumme.
Nachbarorte sind Dülseberg im Nordosten, Schadeberg im Südosten und Reddigau im Südwesten.

## Geschichte

### Mittelalter bis Neuzeit
Ursprünglich war Höddelsen ein Rundplatzdorf. Es wird erstmals im Jahre 1347 als Hodelsen erwähnt, als Markgraf Ludwig einige Rechte der von dem Knesebeck über das Dorf an das Kloster Diesdorf überträgt. Im Landbuch der Mark Brandenburg von 1375 wird der Ort als Hoddelsen aufgeführt, der wie auch die Mühle dem Kloster Diesdorf gehört.
Im Jahre 1423 werden Dorf und Mühle erwähnt, als das Kloster Diesdorf eine Kornrente über einen halben wispel rogghen in der molen to hoddelsen an seinen Schließer verschreibt. Die Mühle war in die Kirchengemeinde Dülseberg in der Pfarrei Dähre eingepfarrt.
Auf dem Präzeptorberg nördlich von Höddelsen betrieb die Staatssicherheit unter dem Decknamen „Präzeptorberg“ einen Stützpunkt zur „Richtfunkaufklärung bzw. funkelektronischen Bereichssuche“, also zum Abhören des Funkverkehrs.

### Herkunft des Ortsnamens
Heinrich Sültmann deutet den Namen nach Remigius Vollmann über das deutsche Wort „Higel — Hidel — Högel“. In der Münchner Gegend bezeichnete man damit periodisch erscheinende Quellen. Höddelsen liegt an der Quelle eines Dummearmes.

### Eingemeindungen
Ursprünglich gehörte das Dorf zum Salzwedelischen Kreis der Mark Brandenburg in der Altmark. Von 1807 bis 1813 lag es im Kanton Diesdorf auf dem Territorium des napoleonischen Königreichs Westphalen. Nach weiteren Änderungen kam die Gemeinde 1816 zum Kreis Salzwedel, dem späteren Landkreis Salzwedel.
Am 20. Juli 1950 wurden die Gemeinde Höddelsen mit dem Wohnplatz Neuekrug und die Gemeinde Reddigau aus dem Landkreis Salzwedel zur neuen Gemeinde Neuekrug zusammengeschlossen. Von 2005 bis Ende 2009 war Neuekrug eine Mitgliedsgemeinde der Verwaltungsgemeinschaft Beetzendorf-Diesdorf. Durch die Eingemeindung der Gemeinde Neuekrug in Diesdorf am 1. Januar 2010 kam der Ortsteil Höddelsen zur Gemeinde Diesdorf.

### Einwohnerentwicklung
| Jahr | Einwohner |
| ---- | --------- |
| 1734 | 20        |
| 1772 | 35        |
| 1789 | 31        |
| 1798 | 40        |
| 1801 | 42        |
| 1818 | 38        |

| Jahr | Einwohner |
| ---- | --------- |
| 1840 | 089       |
| 1864 | 142       |
| 1871 | 156       |
| 1885 | 164       |
| 1892 | [00]251   |
| 1895 | 261       |

| Jahr | Einwohner |
| ---- | --------- |
| 1900 | [00]182   |
| 1905 | 266       |
| 1910 | [00]269   |
| 1925 | 297       |
| 1939 | 258       |
| 1946 | 343       |

| Jahr | Einwohner |
| ---- | --------- |
| 2015 | [00]57    |
| 2018 | [00]64    |
| 2020 | [00]65    |
| 2021 | [00]62    |
| 2022 | [00]61    |
| 2023 | [0]57     |

Quelle, wenn nicht angegeben, bis 1946:

## Religion
Die evangelischen Christen aus dem Dorf Höddelsen gehörten zur Kirchengemeinde Dülseberg, die zur Pfarrei Dähre gehörte. Heute werden sie betreut vom Pfarrbereich Diesdorf des Kirchenkreises Salzwedel im Bischofssprengel Magdeburg der Evangelischen Kirche in Mitteldeutschland.